# Smeetoren
De Smeetoren was een waltoren die sinds 1145 deel uitmaakte van de verdedigingswerken van de stad Utrecht. Vanaf 1642 werd de toren gebruikt voor sterren- en weerkundige waarnemingen tot de toren omstreeks 1855 werd afgebroken.

## Geschiedenis
Kort na het verkrijgen van de stadsrechten in 1122, begon men in Utrecht met de aanleg van verdedigingswerken rond de stad. In eerste instantie werd een verdedigingsgracht om de stad aangelegd waarbij men de ontgraven grond gebruikte om aan de binnenzijde een stadswal aan te brengen. De Smeetoren werd al zeer vroeg gebouwd. Een fundatiesteen vermeldde het oprichtingsjaar met (uit het Latijn vertaald) de volgende tekst: "In het jaar des heren 1145, het zevende jaar van koning Koenraad en het zesde van bisschop Hartbert, is dit bouwwerk opgericht door schout Alfer". Hoewel de baksteen pas eind 12e eeuw in het huidige Nederland werd herontdekt en de Utrechtse aarden stadswal vanaf 1225 vervangen werd door een stadsmuur, kreeg het zuidwestelijk deel van de vestingwerken van de oude stad reeds een uitvoering in tufsteen. Daar bevond zich aan het eind van de huidige Lange Smeestraat bij de verdedigingsgracht de Smeetoren die een geheel vormde met de stadsmuur. De oostmuur van de toren moet minstens 2,60 meter dik zijn geweest. De Smeetoren vormde samen met de tufstenen 12e-eeuwse Plompetoren een van de eerste middeleeuwse verdedigingstorens rond de stad. De sector van de stadsverdediging (Gildenslag) met de Smeetoren werd bemand door het gilde der smeden, die in dit gebied woonachtig waren. Het Smedengilde St. Eloy diende ook zorg te dragen voor het klein onderhoud aan de toren. De Smeetoren wordt ook wel Grote Smeetoren genoemd, de Kleine Smeetoren stond enkele verdedigingstorens noordelijker.
Volgens Aernout van Buchel werd de toren in de tijd van keizer Karel V (rond 1540) vernieuwd. Van de tientallen verdedigingstorens rond de stad was de Smeetoren samen met de Bijlhouwerstoren een van de meest imposante. De rechthoekige Smeetoren figureerde menigmaal als onderwerp in afbeeldingen. Onder meer werd hij afgebeeld door Herman Saftleven, Abraham Rademaker, Louis Philippus Serrurier, Hendrik Spilman, Cornelis Pronk, Jan Hendrik Weissenbruch en Anthony Grolman.
In 1642 werd goedgevonden dat men ... totte Astronomische speculatien sal accomoderen de Smeetoorn en richtte men een sterrenwacht boven in de toren in voor de pas geopende Utrechtse universiteit. De torenspits werd daarom verwijderd en daarvoor in de plaats kwam vanaf dat jaar een platform met achthoekig dakkoepeltje dat voorzien was van een luik voor de telescopen. Van Musschenbroeck en, geassisteerd door Buys Ballot en Krecke, Van Rees hebben er tevens weerkundige waarnemingen verricht. De stadsversterkingen speelden inmiddels al in militair opzicht nauwelijks meer een rol van betekenis en zouden na 1672 sterk in verval raken. In de eerste helft van de 19e eeuw begon het inwoneraantal van de stad Utrecht sterk te groeien en startte tevens de bouw van de Nieuwe Hollandse Waterlinie bij de stad. Een groot deel van de oude vestingwerken van de stad werd vervolgens gesloopt en met de aanleg van het Zocherpark ondervond omstreeks 1855 ook de bouwvallig geworden Smeetoren dit lot. Onder leiding van Buys Ballot verhuisde de weer- en sterrenkunde door naar het bastion Sonnenborgh en ontstond het Koninklijk Nederlands Meteorologisch Instituut.
Rond 1902 kwam er met de aanleg van de Bartholomeusbrug een doorgaande verbinding uit de oude stad via de Lange Smeestraat over de locatie waar de Smeetoren stond. Vandaag de dag is in de bestrating daar aangegeven waar de Smeetoren zich bevond met een infobord.